# Arnold Ehret
Arnold Ehret (29. srpnja 1866. – 10. listopada 1922.) bio je njemački naturopat i alternativni zdravstveni pedagog, najpoznatiji po razvoju sustava liječenja dijetom bez sluzi. Ehret je autor knjiga i članaka o dijetama, detoksikaciji, frutarijanstvu, postu, kombiniranju hrane, zdravlju, dugovječnosti, naturopatiji, tjelesnoj kulturi i vitalizmu.
Suprotstavljajući se medicinskoj znanosti koja tvrdi da su bijele krvne stanice važne komponente imunološkog sustava, Ehret je vjerovao da bijele krvne stanice nastaju konzumiranjem hrane koja stvara sluz, te da kao otpadni materijali truju krv. Njegove ideje o prehrani i bolestima nemaju znanstvenu podlogu i medicinski su ih stručnjaci kritizirali kao opasne.

## Život
Ehret je rođen 1866. u St. Georgenu, Schwarzwald, Baden, blizu Freiburga, južna Njemačka.
Ehretovi interesi bili su fizika, kemija, crtanje i slikanje.Godine 1887. u dobi od 21 godine diplomirao je kao profesor crtanja na koledžu u Badenu. Nakon studija u Frankfurtu ondje je predavao u tehničkoj školi 15 godina. Ehret je otpušten iz vojske nakon devet mjeseci zbog problema sa srcem. Tijekom 1890-ih njegovo zdravlje se pogoršalo i počeo se zanimati za naturopatiju. Posjetio je lječilište za liječenje vodom Sebastiana Kneippa u Wörishofenu. Prigrlio je post i prehranu koja se sastojala prvenstveno od voća. Osnovao je sanatorij u Švicarskoj i koristio svoju prehranu za liječenje ljudi. Preselio se u Sjedinjene Države 1914. i prisustvovao međunarodnoj izložbi Panama-Pacific 1915. Otvorio je ured u Los Angelesu kako bi promovirao svoje ideje.
Do 31. godine dijagnosticirana mu je Brightova bolest za koju je tvrdio da ju je izliječila njegova prehrana bez sluzi (Brightova bolest je upala bubrega).
9. listopada 1922. Ehret je pao dok je hodao ulicom zadobivši smrtonosnu ozljedu glave.
Ehret je razvio i plasirao Innerclean Intestinal Laxative. U 1930-ima proizvod je istražen i utvrđeno je da je isti lažan .

## Bolest
Ehret je tvrdio da je hrana koja stvara gnoj i sluz uzrok ljudskih bolesti, "schleimlose" (bez sluzi) hrana je ključ ljudskog zdravlja, i "post (jednostavno jesti manje) je Svemoćna metoda prirode za čišćenje tijela od posljedica pogrešne i preobilne prehrane.

## Post
Godine 1907. Ehret, koji je bio smješten u Freiburgu, posjetio je Monte Verità,  koloniju prirodnog života u Asconi, Švicarska,  u blizini jezera Maggiore, među čijim su posjetiteljima bili Lenjin i Trocki.  Nakon suradnje s Henrijem Oedenkovenom koji je posjedovao sanatorij u Monte Verità Ehret je otvorio jedan sanatorij u Asconi i drugi u obližnjem Luganu (Massagno), pišući jednu od svojih knjiga u Locarnu. Oko 1909. Ehret je sudjelovao u nizu javnih predavanja i postova koje su pratili njemački i švicarski dužnosnici. Godine 1909. tvrdio je da je postio ukupno 105 dana. Godine 1910. napisao je članak za njemački vegetarijanski časopis o svom iskustvu od 49 dana posta, koji je izazvao interes javnosti, a koji se kasnije pojavio u njegovoj knjizi Lebensfragen (Životna pitanja).
65 godina Fred i Lucille Hirsch objavljivali su Ehretovu literaturu, a simbol baklje koji se nalazi na Ehretovim knjigama postao je logo Ehret Health Cluba. Godine 1979., Ehret Literature Publishing Company Inc, u New Yorku, naslijedila je Ehretove publikacije i arhivu neobjavljenih njemačkih rukopisa.

## Vitalizam
Nakon što je 1909. osudio dušično albuminsku teoriju metabolizma, Ehret je 1912. saznao za suvremenika, Thomasa Powella, koji se složio s njegovim uvjerenjem da je "grožđani šećer" (jednostavni šećeri u voću i povrću) optimalan izvor goriva, materijal za izgradnju tijela, i sredstvo vitalne energije za ljude, a ne hrana bogata proteinima. Powell je iznio svoja uvjerenja u knjizi "Osnove i zahtjevi zdravlja i bolesti", objavljenoj 1909. godine. Ehret je tvrdio da alkalna hrana, koja je također bez sluzi, čini prirodnu prehranu ljudi.
Ehret je tvrdio da je tijelo motor na zrak-plin, koji ne ovisi o hrani za energiju, te da tijelo nije dizajnirano za iskorištavanje hrane koja stvara sluz, nudeći jednadžbu Vitalnost = Snaga − Opstrukcija (V = P − O) za demonstraciju ovog pitanja. Ehret je također tvrdio da su pluća pumpa u tijelu, dok je srce djelovalo kao ventil, pri čemu krv kontrolira srce. Ehret je nadalje vjerovao da su bijele krvne stanice rezultat unosa hrane koja stvara sluz.

## Utjecaj metabolizma na zdravlje
Ehret je tvrdio da je novo tkivo izgrađeno prvenstveno od jednostavnih šećera u voću,  koji se ne metaboliziraju iz hrane bogate proteinima i mastima. Ehret je davao prednost orašastim plodovima i sjemenkama samo tijekom prijelaza (i samo zimi) na idealnu voćnu prehranu, pa čak i tada, samo "oskudno", osuđujući hranu bogatu proteinima i mastima, kao "neprirodnu", pišući dalje da "ne životinje jedu masti" i "sve masti stvaraju kiselinu, čak i one biljnog podrijetla, i tijelo ih ne koristi."  U kasnijim izdanjima njegovog Sustava iscjeljivanja prehrane bez sluzi, koji je objavio Fred S. Hirsch, tvrdilo se da su orašasti plodovi "sluz -besplatno." Ehret se posebno odrekao mesa, jaja, mlijeka, masti, žitarica, mahunarki, krumpira i riže, dok je u nekima od njih prepoznavao prijelaznu vrijednost. Ehret je, citirajući Ragnara Berga, izjavio da masti i proteini stvaraju kiselinu i da ih treba konzumirati umjereno, kao i Ehretov suvremenik: Otto Carque.

## Kritika Ehretovih stavova i ideja
Stručnjaci u znanstvenim, medicinskim i nutricionističkim poljima do danas nisu priznali niti jednu Ehretovu tvrdnju kao ispravnu. Oni su u velikoj mjeri u suprotnosti s dobro shvaćenom biologijom i kemijom i nisu potkrijepljeni nikakvim dokazima.
Dijete bez sluzi kritizirane su kao neznanstvene u knjizi Diet and Die autora zdravstvenog pisca Carla Malmberga 1935. godine."Posebni odbor za starenje"  Kongresa SAD-a objavio je izvješće o "Prijevarama i nadriliječništvu koje utječu na starije građane" 1963., u kojem se spominje Ehret kao nadriliječnik čiji su "kultisti iskreno vjerovali da žene koje su se pridržavale programa prehrane 'Profesora' Arnolda Ehreta mogle 'bezgrešno začeti'”.
Godine 1978. Ehretova dijeta bez sluzi navedena je kao modna dijeta jer "njene tvrdnje nisu znanstveno potkrijepljene." Liječnik Terrence T. Kuske napisao je da Ehretova frutarijanska dijeta bez sluzi "nedostaje visokokvalitetnih iskoristivih proteina, kao i odgovarajućih unosa razine mnogih vitamina."[ Kuske je također komentirao da "nema dokaza da produženi post donosi značajne prednosti."

## Izbor djela
- Die Schleimfreie Heilkost: Für alle, die gesund werden und gesund bleiben wollen. Eine Methode, sich ‘gesund zu essen‘, 1923
- Allgemeiner Lehrbrief für Faster und Gesundesser mit Anweisungen über schleimlose Diät. Bellinzona 1923
- Lehr- und Fastenbrief. Praktische Nutzanwendung zu „Kranke Menschen“ und „Lebensfragen“, 1923
- Verjüngung auf natürlichem Wege, 1924